# كوينسي ستيوارت
كوينسي ستيوارت (بالإنجليزية: Quincy Stewart)‏ هو لاعب كرة قدم أمريكية أمريكي، ولد في 27 مارس 1978.